# Naissance (architecture)
Pour les articles homonymes, voir Naissance (homonymie).

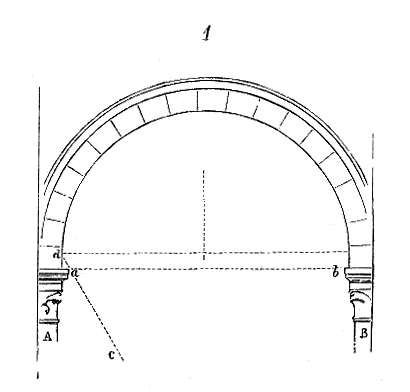
Selon Viollet-le-Duc, dans son Dictionnaire raisonné de l'architecture française du, au Moyen Âge : Les architectes de l’époque romane, aussi bien que ceux de l’époque gothique, ont presque toujours relevé les naissances des arcs au-dessus des bandeaux ou tailloirs de chapiteaux, de manière qu'elle ne soit perdue par la vue qu'on en a depuis le bas, par l’effet de la saillie des tailloirs ou bandeaux.

En architecture et construction, naissance désigne l'endroit où quelque chose commence à paraître, à avoir de la saillie : 
- naissance de voûte : le commencement de sa courbure, formé par les premières assises en pierres ou en moellons[1] ;
- naissance de colonne : la partie concave qui joint le listel avec le fût, soit sur la base, soit sous le chapiteau, et qu'on appelle ordinairement congé[1] ;
- naissance d'évacuation : le raccord entre une gouttière et une descente d'eau pluviale.

Anciennement :
- naissance : se dit aussi d'une bande d'enduit de quatre à douze pouces de largeur, faite horizontalement ou verticalement en raccordement des plâtres neufs avec les vieux, et joignant un angle rentrant, tel que sous un plafond ou à l'extrémité d'un mur formant retour d'équerre, pour lesquels raccordements il faut faire des cueillies. Les bandes de plâtre qui se font en raccordement au bas des murs, au-dessus des planchers et carreaux, se nomment aussi naissance[1].

## Vor aussi
- Imposte